# Alexander Nevskij
För andra betydelser, se Alexander Nevskij (olika betydelser).
Alexander Nevskij av Novgorod, (ryska: Александр Невский; translitteration: Aleksandr Nevskij) född 30 maj 1220 i Pereslavl-Zalesskij i dåvarande Vladimir-Suzdal (i nuvarande Jaroslavl oblast), död 14 november 1263 i Gorodets i dåvarande Vladimir-Suzdal (i nuvarande Nizjnij Novgorod oblast), är en rysk nationalhjälte och helgon.

## Biografi
Alexander Nevskij förde krig mot Sverige, tavaster (finnar), Tyska orden samt Litauen, och förhindrade på så vis dessa länders fortsatta expansion på ryskt område. I Ryssland förekommer hans namn ofta på gator, torg, allmänna byggnader som skolor, samt även på olika fartyg.
Alexander av Novgorod fick namnet Alexander Nevskij efter segern över svenskarna i slaget vid Neva den 15 juli 1240. I Novgorod kanoniserades han redan 1380, medan den rysk-ortodoxa kyrkan i dess helhet helgonförklarade honom så sent som 1547. Han var gift med Batu Khans dotter och ingick därmed i Chingizid-dynastin.
Myterna om Alexander Nevskij är många och den ryska och sovjetiska staten har i flera århundraden försökt göra slaget större än vad det troligen var i verkligheten, och han har använts som en stor nationalhjälte i åtskilliga sammanhang. Helgonets reliker kan idag beses i Alexander Nevskij-klostret, beläget vid Sankt Petersburgs huvudgata Nevskij prospekt.
Alf Henrikson har skrivit om Alexander Nevskij:
| ”                                          | Alexander Nevskijs historia är emellertid ingen enkel och entydig patriotisk hjältesaga. Han härskade i Ryssland såsom tatarkhanens handgångne man, blev fördriven från Novgorod ett par gånger och utkämpade strider med sina anförvanter. Hans bror, storfurst Andreas Jaroslavowitsch, tillbragte några år som landsflykting i Sverige, där han togs väl emot av Birger jarl. | „ |
| – Alf Henrikson, Svensk historia, sid. 108 | |   |

## Utmärkelser
Asteroiden 5612 Nevskij är uppkallad efter honom.